# Caleta Guardacosta
Caleta Guardacosta (en inglés: Cutter Cove) es una ensenada ubicada en la costa oeste de la isla Soledad, en las islas Malvinas. Se encuentra en el estrecho de San Carlos, al norte y al este de la península Dos Lomas, y al sur del asentamiento Puerto Nuevo.